# Letzte Tage – Letzte Nächte
Letzte Tage – Letzte Nächte – ósmy album studyjny niemieckiego zespołu krautrockowego Popol Vuh, wydany w 1976 roku nakładem wytwórni United Artists Records.

## Lista utworów
Opracowano na podstawie materiału źródłowego.
Muzykę napisali Florian Fricke (A2-A4, B1-B4) i Daniel Fichelscher (A1, B3, B4).
Wydanie LP:
Strona A:
| Nr | Tytuł utworu                     | Długość |
| -- | -------------------------------- | ------- |
| 1. | „Der große Krieger”              | 3:15    |
| 2. | „Oh wie nah ist der Weg hinab”   | 4:36    |
| 3. | „Oh wie weit ist der Weg hinauf” | 4:30    |
| 4. | „In Deine Hände”                 | 3:00    |
|    |                                  | 15:21   |

Strona B:
| Nr | Tytuł utworu                       | Długość |
| -- | ---------------------------------- | ------- |
| 1. | „Kyrie”                            | 4:38    |
| 2. | „Haram Dei Raram Dei Haram Dei Ra” | 1:30    |
| 3. | „Dort ist der Weg”                 | 4:30    |
| 4. | „Letzte Tage - Letzte Nächte”      | 4:20    |
|    |                                    | 14:58   |

## Twórcy
Opracowano na podstawie materiału źródłowego.
Muzycy:
- Florian Fricke – fortepian, szpinet
- Daniel Fichelscher – gitara, instrumenty perkusyjne
- Renate Knaup – śpiew
- Djong Yun – śpiew
- Al Gromer – sitar
- Ted de Jong – tanpura

Produkcja:
- Popol Vuh - produkcja muzyczna
- Ulrich Eichberger – oprawa graficzna
- T. Lüttge - fotografia